# Lilium 'Pearl Jennifer'
Lilium 'Pearl Jennifer' — сорт лилий из группы Азиатские гибриды по классификации третьего издания Международного регистра лилий.
Сорт используются для срезки и в качестве декоративного садового растения. Серия Pearl, куда входит этот сорт создана в США, Dr. Robert Griesbach и названа в честь его внучек.

## Биологическое описание
Высота растений около 120 см.
Стебли бледно-зелёные.
Листья зелёные, 8,4×1,2 см.
Цветки около 170 мм в диаметре, жёлтые с тёмно-фиолетовыми точками. Сосочки отсутствуют.
Лепестки загнутые, 93×52 мм.
Рыльце пестика фиолетово-коричневое.
Пыльца коричневая.

## В культуре
Период от всходов до цветения: 85—95 дней.